# Parc national de Tesso Nilo
Le parc national de Tesso Nilo est un parc national d'Indonésie situé dans la province de Riau dans l'île de Sumatra. Il a été déclaré parc national par le gouvernement indonésien en 2004. Sa superficie est de 385 km², mais il a été décidé de l'étendre à 1 000 km².
Tesso Nilo abrite les plus grandes forêts tropicales de Sumatra.
Il abrite également des espèces menacées comme l'éléphant d'Asie et le tigre de Sumatra.
Le parc est l'objet de violations par des bûcherons et résidents qui défrichent pour implanter des cultures, des plantations de palmiers à huile et des villages. Du bois a été illégalement vendu à une usine de la société PT Indah Kiat du groupe indonésien Asia Pulp & Paper. Cette société a bénéficié de crédits export couverts par des agences de crédit européennes, dont l'allemande Hermes.
En 2006, des feux de forêt ont incendié 1 km² du parc.